# Tatra 600 Tatraplan
Tatra 600 Tatraplan – samochód osobowy klasy wyższej produkowany przez czechosłowackie przedsiębiorstwo Tatra w latach 1948–1952. Wywodził się z przedwojennej linii luksusowych aerodynamicznych samochodów Tatry. Charakteryzował się opływowym czterodrzwiowym nadwoziem i silnikiem o pojemności 2 l, chłodzonym powietrzem i umieszczonym z tyłu. Wyprodukowany w liczbie ponad 6 tysięcy sztuk, był sprzedawany w Czechosłowacji i eksportowany do wielu krajów, w tym Polski.

## Historia i opis modelu

### Historia powstania
- Tatra V570 1931, 1933
- Tatra 77 1933-1938
- Tatra 87 1936-1950
- Tatra 97 1936-1939
- Tatra 600 Tatraplan 1946-1952
- Tatra 603 1956-1975

Od połowy lat 30. XX wieku czechosłowackie przedsiębiorstwo Tatra produkowało samochody wyższej klasy, konstrukcji Hansa Ledwinki, charakteryzujące się silnikiem umieszczonym z tyłu i rewolucyjnym dla tych czasów opływowym nadwoziem projektu Ericha Überlackera. Pierwszym z nich był T 77, a następnie T 87 z samonośnym nadwoziem i ośmiocylindrowym silnikiem oraz mniejszy T 97 z silnikiem czterocylindrowym. Po II wojnie światowej i wyzwoleniu Czechosłowacji wznowiono na niewielką skalę produkcję modelu T 87, lecz konstruktorzy fabryki, która pod koniec 1945 roku została znacjonalizowana, podjęli prace nad nowocześniejszym i lepiej nadającym się do masowej produkcji modelem, nieco większym od T 97 . Oparto się przy tym na układzie konstrukcyjnym i ogólnej formie nadwozia poprzedników. 
Pierwszy prototyp o nazwie własnej Ambrož zbudowano 7 grudnia 1946 roku . Początkowo samochód otrzymał kolejne oznaczenie z ostatnią cyfrą „7”: T 107, a po ulepszeniach: T 2-107. Projektantem nadwozia był František Kardaus. Problemy w prototypach stwarzało tylne zawieszenie, powodujące niestabilny tor jazdy, mało skuteczne były również chwyty powietrza chłodzącego po bokach tylnej części. Przy dopracowaniu samochodu konstruktorzy Vladimír Popelář i Josef Chalupa skorzystali w maju 1947 roku z konsultacji z inżynierem Ledwinką, który w tym czasie był aresztowany w Nowym Jiczynie pod zarzutem kolaboracji z Niemcami przez pełnienie funkcji dyrektora technicznego zakładów Tatry pod niemieckim protektoratem. Między innymi ulepszeniami, chwyty powietrza przeniesiono na górę nadwozia. Samochód został zaprezentowany na salonie samochodowym 18–28 października 1947 roku w Pradze, po czym zmieniono jego nazwę na T 600 Tatraplan (od połączenia nazwy Tatry i dwuletniego planu odbudowy gospodarki po wojnie) . W materiałach marketingowych występował na ogół pod samą nazwą Tatraplan, bez oznaczenia producenta. Produkcję rozpoczęto 24 czerwca 1948 roku, lecz była ona początkowo ręczna i w tym roku powstało tylko 67 samochodów, które były jeszcze niedopracowane . Produkcja seryjna ruszyła w kolejnym roku, kiedy wyprodukowano ich 1506.

### Opis

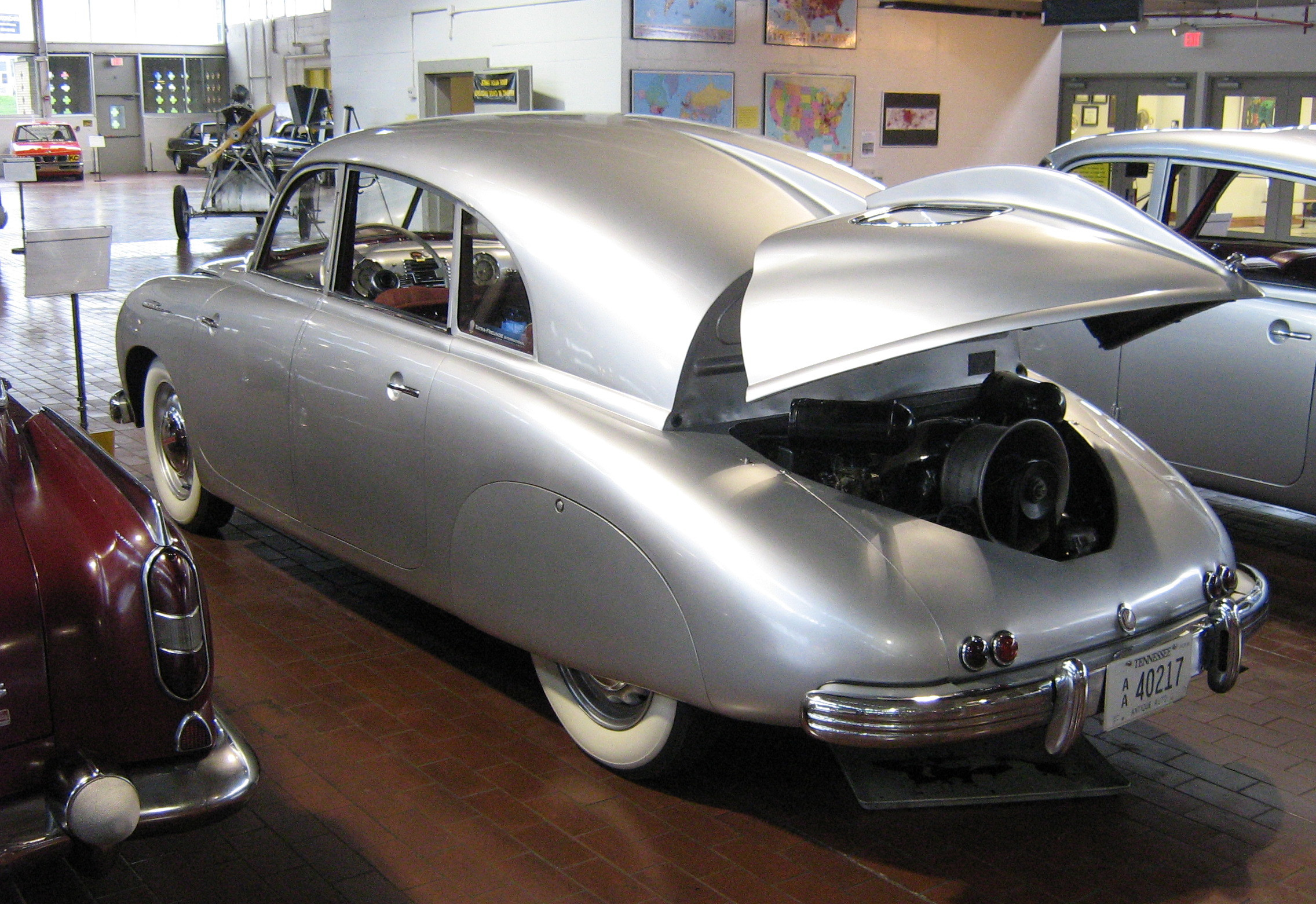
Tatra 600 z otwartą klapą silnika

Napęd stanowił silnik czterocylindrowy w układzie bokser, chłodzony powietrzem, o pojemności 2 litrów i mocy 52 KM, umieszczony podłużnie z tyłu i napędzający koła tylne. Silnik miał aluminiowe głowice cylindrów z półsferycznymi komorami spalania.  Pierwsze 853 samochody miały silnik chłodzony wentylatorem umieszczonym poziomo nad silnikiem i zasilany przez jeden gaźnik, a późniejsze miały wentylator umieszczony pionowo za silnikiem i dwa gaźniki, po jednym na parę cylindrów . Silnik był zblokowany w jednym zespole ze skrzynią biegów i mechanizmem różnicowym mostu napędowego, umieszczonym za tylną osią. Skrzynia biegów mechaniczna o czterech przełożeniach do przodu, z tego trzech synchronizowanych. Zawieszenie wszystkich kół było niezależne; z przodu resorowane parami poprzecznych resorów półeliptycznych, a z tyłu wałkami skrętnymi. Nadwozie było samonośne, z podłogą wzmocnioną wzdłużną centralną belką i ramą pomocniczą z tyłu . Z przodu nadwozia, za niewielką kratką atrapy, umieszczono chłodnicę oleju . Nadto pod maską, dla zrównoważenia mas, umieszczono jedno lub nawet dwa koła zapasowe, 56-litrowy zbiornik paliwa i akumulator. Rozkład mas przy pustym samochodzie wynosił 44% na przednią oś i 56% na tylną, a przy maksymalnie załadowanym: 42,8% i 57,2%. Ładowność wynosiła 405 kg. Za tylną kanapą było główne miejsce na bagaż o pojemności 270 litrów .
Samochód wyróżniało opływowe nadwozie, z zaokrąglonym przodem, dzieloną pochyloną szybą przednią, kroplową tylną częścią w stylu fastback i  zasłoniętymi tylnymi kołami. Klamki drzwi były wpuszczone w nadwozie dla zmniejszenia oporu. W efekcie, współczynnik oporu aerodynamicznego nadwozia (Cx) był niski i wynosił  0,32. Wadą nadwozia była jednak słaba widoczność do tyłu – na samym końcu nadwozia znajdowały się dwa małe okienka przedzielone wzdłużnym żebrem, a od kierowcy oddzielała je dodatkowo szyba przedziału bagażnika i szyba komory silnika. Samochód mógł pomieścić sześć osób, w tym trzy na przedniej kanapie, lecz było to niewygodne i utrudniało operowanie biegami – w praktyce był użytkowany jako pięciomiejscowy. W skład wyposażenia wchodził zegar przed pasażerem, umieszczony symetrycznie do prędkościomierza. Na zamówienie było montowane radio Tesla. Prędkość maksymalna załadowanego samochodu sięgała 130 km/h.

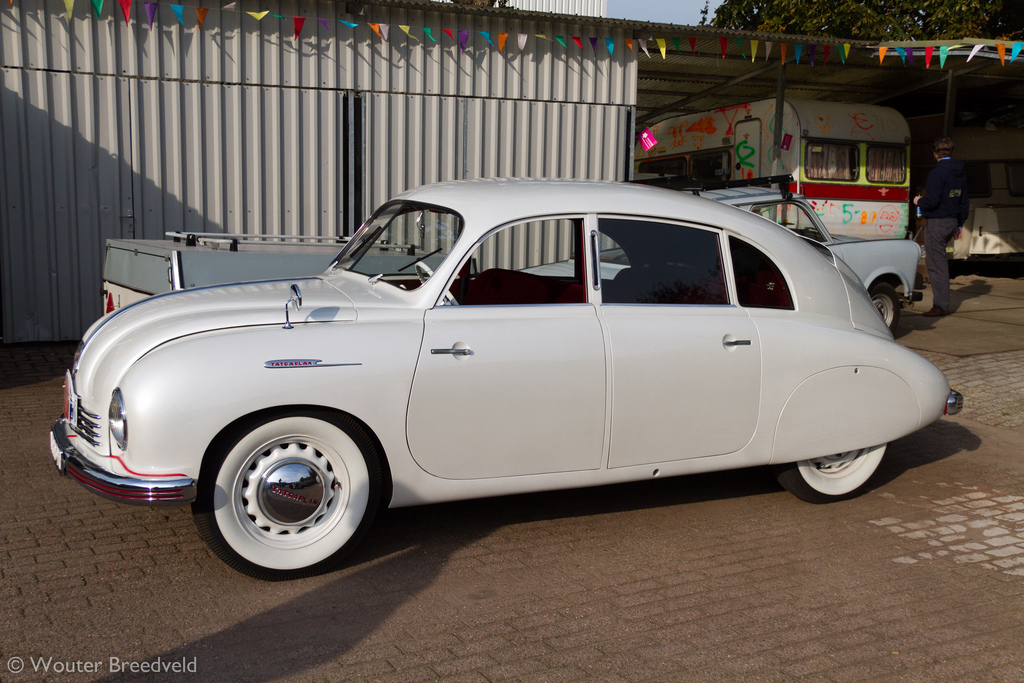
Tatra 600 Tatraplan
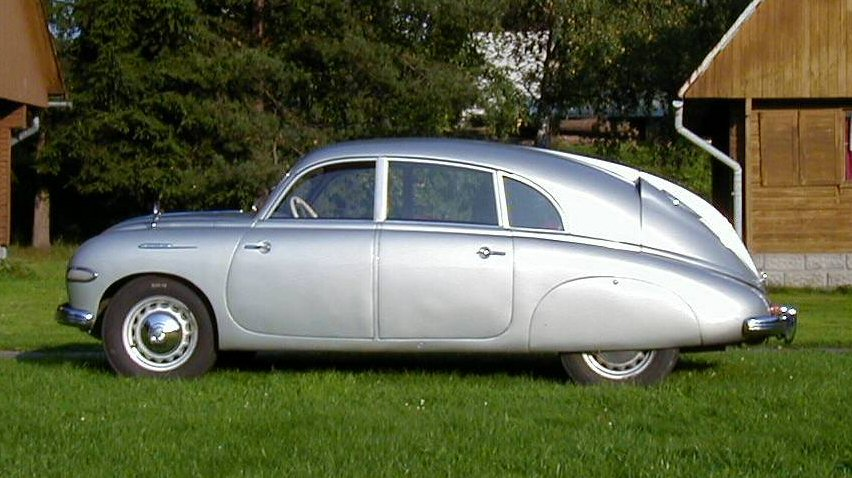
Tatra 600 – sylwetka
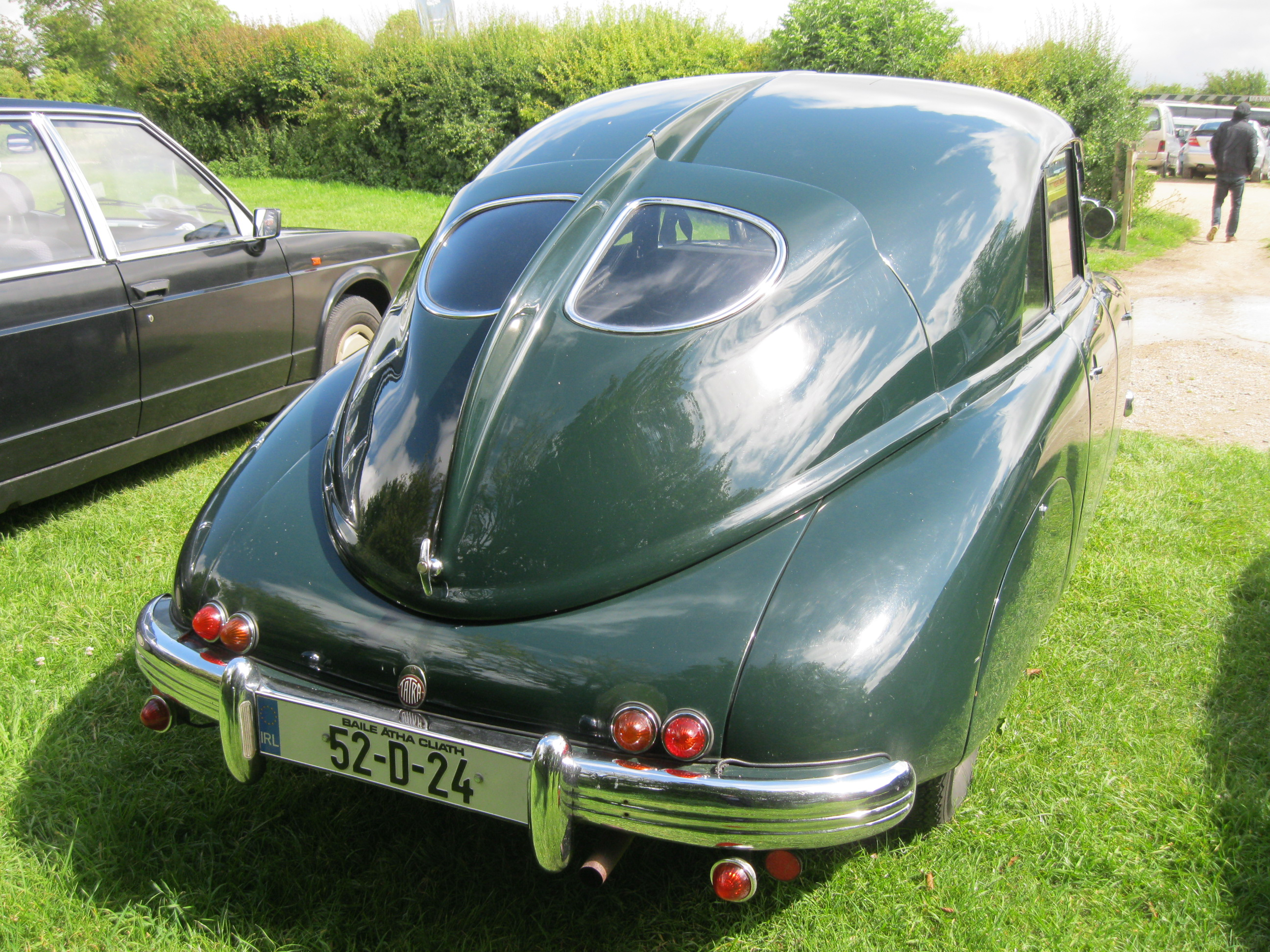
Tatra 600 od tyłu
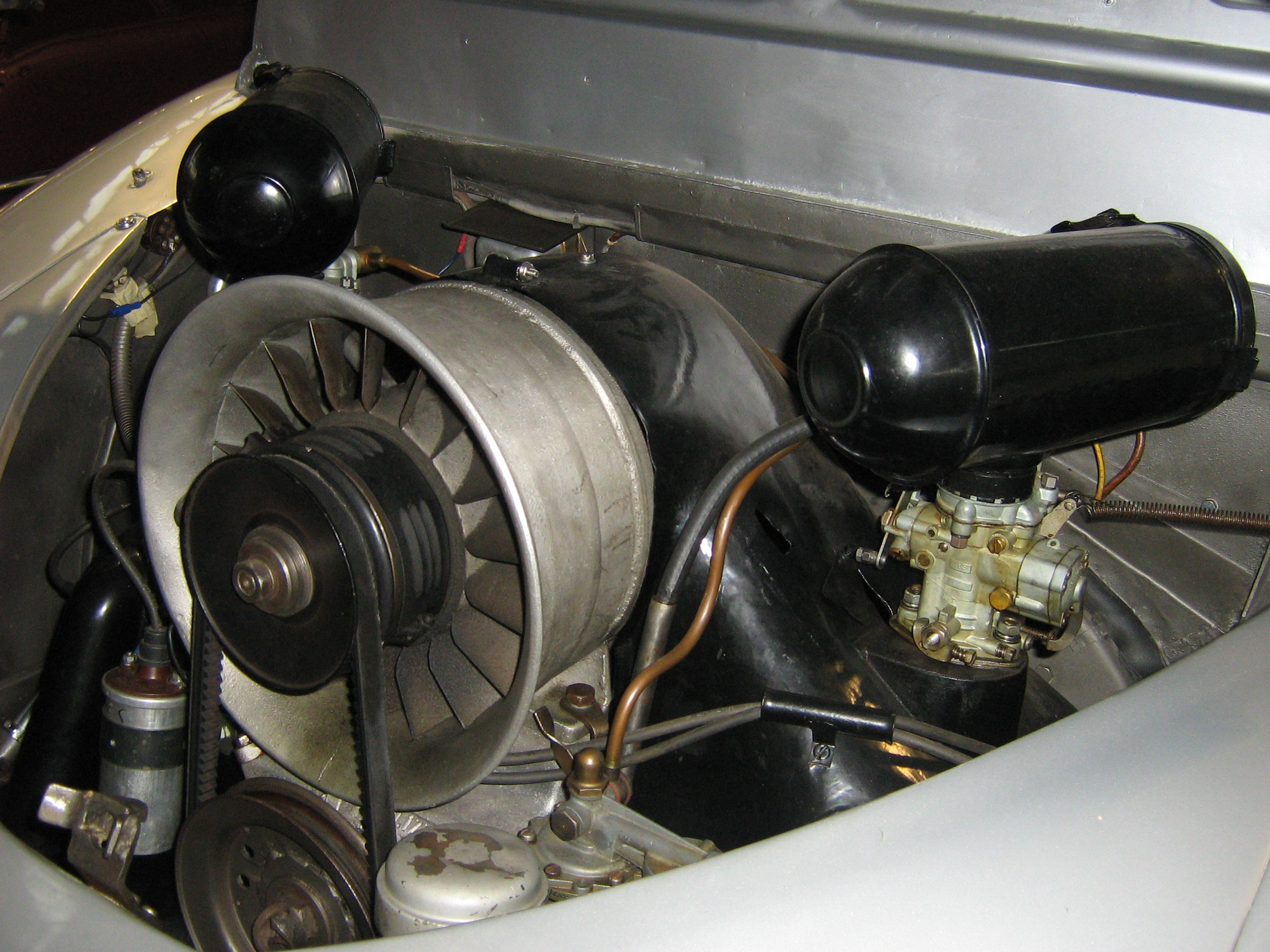
Zbliżenie na silnik i dmuchawę
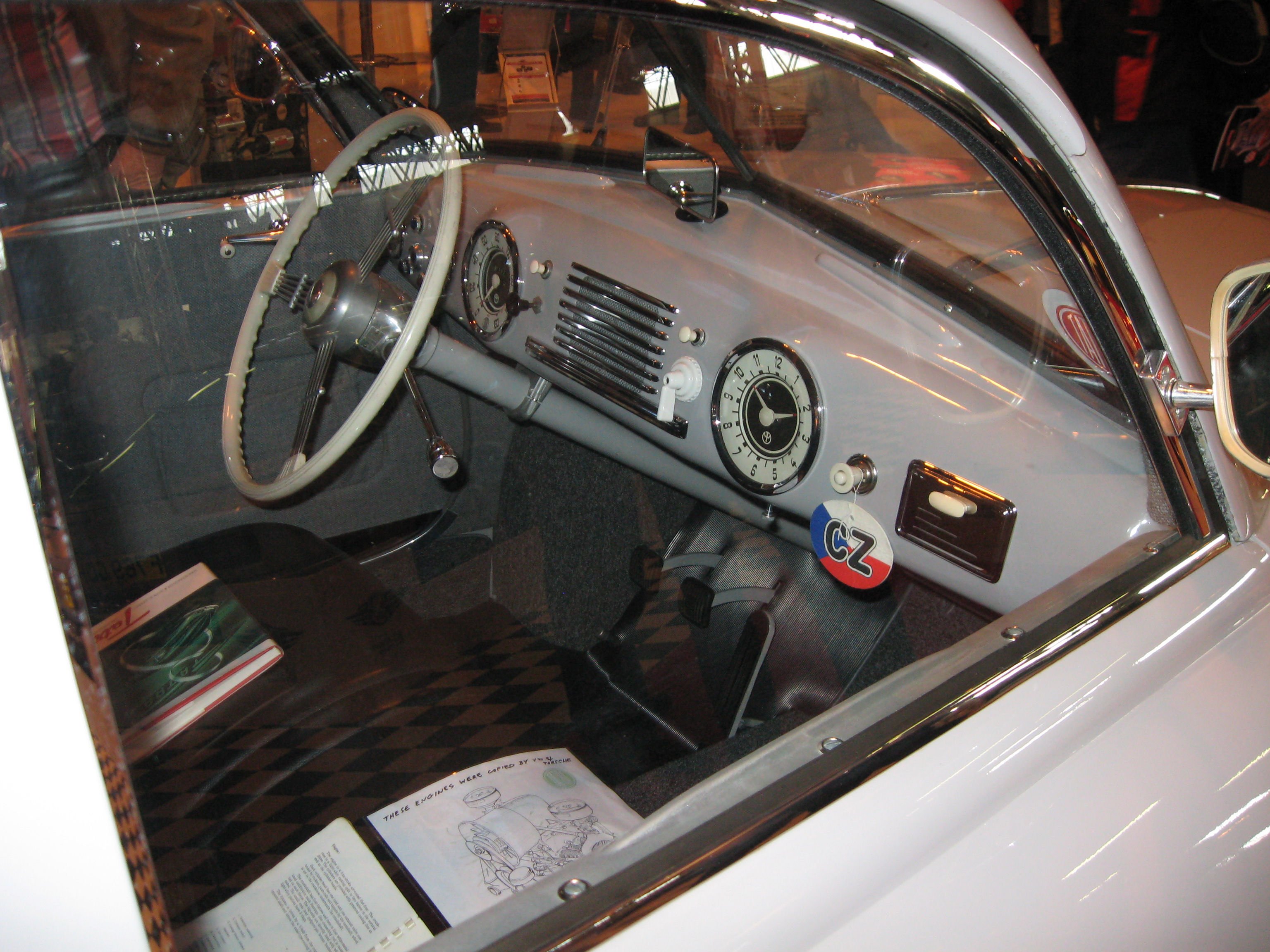
Wnętrze

## Produkcja i sprzedaż
W grudniu 1950 roku minister przemysłu ciężkiego zdecydował, że zakłady Tatra mają skupić się na ciężkich ciężarówkach i produkcję modelu 600 przeniesiono do państwowych zakładów AZNP (Škoda) w Mladej Boleslavi . Produkcję samochodu w zakładach Tatry w Kopřivnicach zakończono 25 maja 1951 roku, a od sierpnia do maja 1952 roku kontynuowano ją w zakładach AZNP. Łącznie z siedmioma prototypami, wyprodukowano ogółem 6342 samochody, w tym 4242 w zakładach Tatry i 2100 w zakładach AZNP. Najwięcej powstało w 1950 roku – 2025 sztuk. Samochody produkowane w „obcych” zakładach Škody cechowały się jednak gorszą jakością wykonania, co było między innymi przyczyną spadku eksportu .

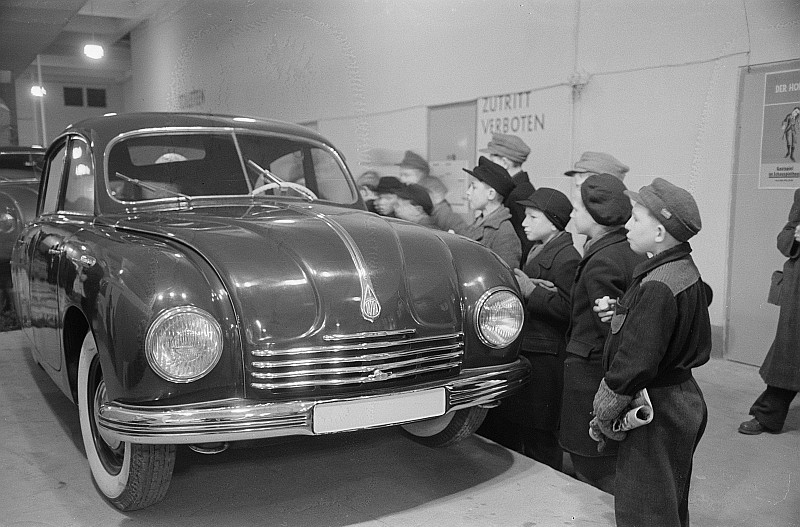
T 600 na wystawie w NRD, 1951 rok

W Czechosłowacji, po objęciu władzy przez partię komunistyczną, luksusowe samochody Tatry nie były dostępne w wolnej sprzedaży dla ludności, natomiast przede wszystkim używane były jako samochody służbowe przez władze i instytucje oraz przedsiębiorstwa państwowe i organy bezpieczeństwa. Mimo stosunkowo niewielkiej ogólnej produkcji, stały się także przedmiotem eksportu do wielu państw, zarówno z bloku wschodniego, jak i państw zachodnich, gdzie mogły być nabywane przez prywatnych właścicieli. Spośród samych samochodów produkcji Tatry wyeksportowano 2464 (58%) . Ogółem sprzedawano je do 30 państw z wszystkich kontynentów poza Antarktydą . Najwięcej wyeksportowano do Austrii (435), Chin (200), Niemiec Zachodnich (195), Szwecji (184), Kanady (168), Belgii (167), Szwajcarii (153), Węgier (146), ZSRR (126), Polski (97), a według niektórych informacji także do Finlandii (248). W mniejszych liczbach były eksportowane do krajów takich, jak Jugosławia, Holandia, NRD, Egipt, Maroko, Albania, Rumunia, Portugalia, a także między innymi do Australii, Indonezji, Afryki Południowej i Argentyny. Statystyki eksportu samochodów produkcji AZNP nie są podane w literaturze. Tatra była przy tym drogim samochodem – cena wynosiła 130, następnie 140 tysięcy koron (ok. 2600–2800 dolarów USA, co było porównywalne z ceną luksusowych samochodów amerykańskich).

## Odmiany prototypowe

### T 600 K
Jeden egzemplarz kabrioletu, oznaczony T 600 K, skarosowała w 1949 roku znacjonalizowana firma nadwoziowa Sodomka w Vysoké Mýto. Luksusowo wykończone dwudrzwiowe nadwozie było dłuższe (5010 mm), z większym zwisem przednim i tylnym, i szersze (1860 mm) . Samochód ten zaprezentowany został na salonie samochodowym w Genewie w marcu 1949 roku . Produkcji jednak nie podjęto. W skład wyposażenia wchodził składany dach i radio Tesla . W grudniu 1949 roku jedyny egzemplarz został podarowany z okazji 70. urodzin Stalinowi i wysłany do Moskwy . Po śmierci Stalina samochód był eksponowany na wystawie jemu poświęconej, po czym został przekazany do dyspozycji radzieckiej służby zdrowia i ostatecznie trafił w ręce prywatne . W 1976 roku ostatni posiadacz przekazał go do muzeum przyfabrycznego Tatry (w zamian za samochód Tatra 603) .

### T 601 Monte Carlo
W 1949 roku zbudowano w Kopřivnicach dwa samochody w wersji dwudrzwiowego coupé Tatra 601, znanej też pod nazwą Monte Carlo . Miały podobne nadwozie, z takim samym rozstawem osi 2700 mm, lecz wykonane z lżejszym poszyciem z blach aluminiowych, z wlotami powietrza do chłodzenia silnika po bokach, a nie na górze . Powiększono tylne okna i rozdzielającą je wzdłużną płetwę . Moc silnika o pojemności 2 litrów zwiększono do 62 KM, a prędkość maksymalna wzrosła do 140 km/h . Samochody te brały następnie udział w zawodach sportowych, a na jednym z nich Karel Vrdlovec zwyciężył w sierpniu 1949 roku w Międzynarodowym Austriackim Rajdzie Alpejskim w klasie dwulitrowej (dalsze trzy miejsca zajęły zwykłe T600) . Samochody przeznaczone były do udziału w rajdzie Monte Carlo w 1950 roku, lecz ostatecznie nie wzięły w nim udziału . W czerwcu 1951 roku Alois Kopečný zwyciężył jeszcze na T 601 w klasie dwulitrowej w Rajdzie Alpejskim .
W 1953 roku w T 601 zamontowano nowy silnik Tatry 603 w układzie V8 o pojemności 2,5 l i mocy 95 KM, co zwiększyło prędkość maksymalną do 160 km/h, a następnie wzmocnioną wersję tego silnika o mocy 120 KM, z którą osiągnął prędkość 176 km/h . Jeden z samochodów  T 601 Monte Carlo został zachowany w muzeum fabrycznym w Kopřivnicy .

### T 600 D
Począwszy od 1951 roku zbudowano dwa lub trzy prototypy samochodu z silnikiem wysokoprężnym konstrukcji Tatry, lecz nie były dalej rozwijane z powodu głośnej pracy silników Diesla chłodzonych powietrzem.

### T 201
W 1949 roku opracowano samochód użytkowy Tatra 201, tylko wizualnie spokrewniony z Tatrą 600 z uwagi na niepraktyczność układu z silnikiem z tyłu dla nadwozi użytkowych. Oparty został na tradycyjnej dla Tatry konstrukcji ramowej z centralną rurą nośną i silnikiem z przodu, a jedynie skarosowany w zakładach Sodomka nadwoziem podobnym do T 600. Zbudowano dwa egzemplarze: ambulans sanitarny T 201 i pick-up T 201 Dakota.

## Dane techniczne
- Silnik czterocylindrowy w układzie przeciwbieżnym (B4) OHV, chłodzony powietrzem, umieszczony podłużnie z tyłu i napędzający koła tylne[6] 
  - Pojemność skokowa: 1952 cm³[1]
  - Średnica cylindra × skok tłoka: 85 mm × 86 mm[1]
  - Moc maksymalna: 52 KM (38 kW) przy 4000 obr./min[1][6] 
  - Układ zasilania: gaźnik Zenith IMF, następnie dwa gaźniki Solex 32 UBIP[10]
  - Stopień sprężania: 6:1[1]
- Przekładnia główna: o przełożeniu 4,09:1 (na eksport opcjonalnie górska o przełożeniu 4,44:1)[6]
- Instalacja elektryczna: 12 V[1]
- Opony: 6,00-16[1]
- Hamulce: bębnowe, na cztery koła[1]
- Prędkość maksymalna: 130 km/h[1]
- Zużycie paliwa: ok. 11 l/100 km[1]